# DJ-1
 (septembre 2009).
DJ-1 est une protéine codant chez les Homo sapiens. Elle provient du chromosome 1p36 et plus précisément, du locus Park 7.
Elle contient 189 acides aminés et son poids moléculaire est de 19891 daltons. DJ-1 est aussi connue sous le nom d’oncogène DJ-1 et comme la protéine 7 de la maladie de Parkinson. Elle fait partie de la famille des ThiJ/PfpI. Plusieurs protéines de cette même famille appartiennent au groupement des procaryotes, et on y retrouve d’une façon plus précise, certaines catalases bactériennes. DJ-1 possède un site de sumoylation qui se situe sur la lysine 130, mais le fait qu’elle soit sumoylée, ne prouve en rien que son activité soit optimisée. 
DJ-1 est fortement exprimée dans le pancréas, les reins, les muscles squelettiques, le foie, le cœur, le placenta, dans le cerveau, mais d’une façon plus concise au niveau des astrocytes. Cette protéine est aussi retrouvée dans les cellules de Leydig, les cellules de Sertoli, et dans toutes les étapes de la maturation du spermatozoïde, voire les spermatogonies, les spermatides, ainsi que les spermatozoïdes. DJ-1 est située, d’un point de vue intracellulaire, dans le cytoplasme, le noyau, mais peut aussi se retrouver à l’intérieur de la mitochondrie dans certains cas. DJ-1 a aussi été retrouvée dans les inclusions tau, provenant des protéines du même nom, des patients souffrant de maladies neurodégénératives. 

## Fonctions
Les fonctions exactes de DJ-1 ne sont pas encore connues. Cependant, plusieurs expérimentations ont été établies avec la protéine ce qui a procuré beaucoup d’indices quant à ses fonctions. DJ-1 interagit et contrôle l’activité de certains oncogènes, entre autres, ras, un oncogène impliqué dans de nombreux cancers, tel que celui de la prostate. DJ-1 est identique à une protéine humaine nommée RS et celle-ci a été identifiée comme ayant des propriétés régulatrices d’un complexe RNA-binding protein. Cette similarité confère à DJ-1 cette même propriété. DJ-1 aurait aussi une activité de contrôle sur certains androgènes. En effet, elle serait en mesure d’éliminer par séquestration la protéine PIAS qui a pour rôle d’inhiber l’action des récepteurs androgènes. Les récepteurs androgènes sont des ligands dépendants et doivent être fixés à ceux-ci pour être réaffectés dans le noyau. Une fois au noyau, le récepteur androgène se fixe à l’élément de réponse qui est situé sur le gène et l’active. Cette activation entraine un effet positif sur le développement, la croissance, et la régulation des fonctions reproductives males. 
DJ-1 est présente sur la face antérieure et postérieure de la tête des spermatozoïdes ainsi que dans le flagelle. Elle serait donc associée à 2 rôles, le premier étant de permettre le mouvement du flagelle, et le deuxième permettrait au spermatozoïde de s’accrocher à l’ovule. Bien que DJ-1 ait été identifiée dans plusieurs mécanismes, sa principale action demeure néanmoins de contribuer à l’élimination du stress oxydatif à l’intérieur des cellules. En effet, certaines études ont démontré que DJ-1 aurait une capacité d’élimination du peroxyde d’hydrogène, qui est considéré comme une espèce réactive oxygénée provoquant le stress oxydatif.

## Pathologies
DJ-1 aurait une implication dans la maladie de Parkinson lorsqu’elle subit des mutations. Une étude a été établie au sud-ouest de la Hollande sur quatre membres d’une famille atteinte de la maladie. Une même étude a été réalisée chez trois membres d’une famille italienne aussi affligés de cette affection. Selon les tests génétiques, on s’est aperçu que la mutation se situait sur le locus Park 7 du chromosome 1p36 pour les deux familles. L’analyse par RT-PCR a démontré une délétion des cinq premiers exons chez la famille hollandaise. Cette mutation était, en fait, la résultante d’une recombinaison entre deux séquences Alu. La protéine ne pouvait donc plus exercer ses fonctions. 

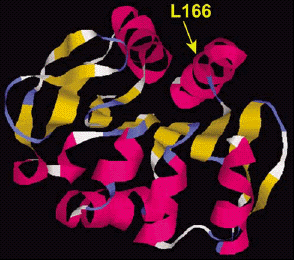
mutation famille italienne

Dans la famille italienne, la mutation était plutôt due à l’introduction d’une proline en position 166 au lieu d’une leucine. L’invasion de cette proline dans l’hélice alpha empêchait donc la trimérisation de la protéine et modifiait la structure du site actif. À la suite de cette mutation, DJ-1 serait retrouvée à l’intérieur des mitochondries. 
Le parkinson est une maladie dégénérative et malgré les recherches effectuées au sujet de cette maladie, la cause initiale demeure tout de même inconnue. Des prédispositions héréditaires pourraient jouer un rôle sur l’apparition de la maladie, mais l’effet toxique des pesticides des milieux ruraux semblerait avoir aussi un impact quant à l’apparition de la maladie. En effet, ces déchets toxiques génèrent une grande quantité d’espèces réactives oxygénées qui ne peuvent être éliminés par les mécanismes naturels de la cellule, telle que la catalase et la vitamine E. Certaines hypothèses ont lancé l’idée que DJ-1 permettrait donc la protection des cellules par rapport à ces produits toxiques. 